# Általánosított sűrűségfüggvény
Az általánosított sűrűségfüggvény speciális tulajdonságú valós értékű függvény, ami főként a valószínűségszámításban és a mértékelméletben fordul elő, ahol mértékeket vagy előjeles mértékeket konstruálnak vele. Anélkül lehet vele mértékeket konstruálni, hogy mélyebben belenyúlnánk a mértékelméletbe.
Általában a valószínűségi sűrűségfüggvényt nevezik egyszerűen sűrűségfüggvénynek.

## Definíció
Adva legyen  {\displaystyle (X,{\mathcal {A}},\mu )}, és az {\displaystyle f\colon X\to \mathbb {R} } {\displaystyle \mu }-kváziintegrálható függvény. Ekkor az
{\displaystyle \mu _{f}(A):=\int _{A}f(x)\mathrm {d} \mu (x)} minden {\displaystyle A\in {\mathcal {A}}} halmazra
függvény mérték, és ennek {\displaystyle f} a sűrűségfüggvénye.
Megfordítva, legyenek {\displaystyle \mu } és {\displaystyle \nu } mértékek {\displaystyle (X,{\mathcal {A}})}-ben. Ha
{\displaystyle \nu (A)=\int _{A}f_{\nu }(x)\mathrm {d} \mu (x)}
egy {\displaystyle f_{\nu }} kváziintegrálható függvényre, és minden {\displaystyle A\in {\mathcal {A}}} halmazra, akkor  {\displaystyle f_{\nu }}  a {\displaystyle \nu } mérték {\displaystyle \mu } mértékre vonatkozó sűrűségfüggvénye.
Ezt a függvényt nevezik Radon-Nikodým-deriváltnak és Radon-Nikodým-sűrűségnek is, és úgy jelölik, mint {\displaystyle {\tfrac {\mathrm {d} \nu }{\mathrm {d} \mu }}}.
Előjeles mértékek esetén a definíció hasonló, de a pozitív tulajdonság mellőzésével.

## Példák

### Valószínűségi sűrűségfüggvény
Az általánosított sűrűségfüggvényekre példa a valószínűségi sűrűségfüggvény. Itt a mérték a {\displaystyle \lambda } Lebesgue-mérték és a Lebesgue-integrál mértéke, ahol is az alaptér mértéke egy. Egy {\displaystyle f_{P}} függvény megadása egyszerű lehetőség a valószínűségi mérték definiálására:
{\displaystyle P(A)=\int _{A}f_{P}(x)\mathrm {d} \lambda (x)}
Az így definiálható valószínűségi mértékek abszolút folytonos valószínűségi mértékek. Lehetővé teszik az elemi hozzáférést a valószínűségszámításhoz, gyakran a Lebesgue-integrál alkalmazásáról is lemondanak, megelégednek a Riemann-integrállal. Ekkor a jelölés {\displaystyle \mathrm {d} \lambda (x)} helyett {\displaystyle \mathrm {d} x}.

### Számsűrűség
A sűrűségfüggvény további példái a számsűrűségek, amiket valószínűségi függvényeknek is neveznek. A legegyszerűbb esetben minden természetes számhoz egy nemnegatív számot rendelnek:
{\displaystyle f\colon \mathbb {N} \to [0,\infty )}.
Az összes függvényérték összege egy, és valószínűségek definiálhatók hozzájuk:
{\displaystyle P(\{k\}):=f(k)}
amik egy diszkrét valószínűségi eloszlás valószínűségei. Ha  {\displaystyle \mu } a számossági mérték {\displaystyle \mathbb {N} }-en, akkor 
{\displaystyle P(A)=\sum _{k\in A}f(k)=\int _{A}f(k)\mathrm {d} \mu (k)}.
Ezzel a számsűrűség sűrűségfüggvény a számosságra nézve.

## Létezés
Definíció szerint minden pozitív kváziintegrálható függvény, mérték páros meghatároz egy újabb mértéket, ami sűrűségfüggvényt vezet be.
Két mérték esetén adódik a kérdés, hogy ha {\displaystyle \mu ,\nu } mérték, és {\displaystyle \nu }  abszolút folytonos a {\displaystyle \mu } mértékre, akkor létezik-e sűrűségfüggvénye a {\displaystyle \nu } mértéknek a {\displaystyle \mu }
mértékre vonatkozóan, vagy fordítva. Ennek a kérdésnek az első felét a Radon-Nikodým-tétel igenlően válaszolja meg.

## Fordítás
Ez a szócikk részben vagy egészben  a   Dichtefunktion című német Wikipédia-szócikk fordításán alapul.  Az eredeti cikk szerkesztőit annak laptörténete sorolja fel. Ez a jelzés csupán a megfogalmazás eredetét és a szerzői jogokat jelzi, nem szolgál a cikkben szereplő információk forrásmegjelöléseként.